# قلوب للإيجار (مسلسل)
قلوب للإيجار, مسلسل قطري، درامي خليجي اجتماعي من بطولة الفنان القطري عبد العزيز جاسم، والفنانة الكويتية باسمة حمادة والإماراتية فاطمة الحوسني وكوكبة من النجوم الصاعدين والقدامى.
و يتحدث المسلسل عن حياة أشخاص وما يتعرضون إليه من أزمات ومواقف عبر أحداثه التي تجسد الواقع الذي تعيشه بعض الأسر القطرية وغيرهم في ظل أزمة ارتفاع أسعار العقارات والغلاء الرهيب كما يتحدث المسلسل عن الأزمة الاقتصادية والتي حلت في العالم أجمع وتأثيرها علي الشأن المحلي في قالب كوميدي.

## قلوب للإيجار
تدور أحداث المسلسل حول أسرة مكونة من 6 أشخاص وخادمة في منزل بمجمع يضم عشرات الفلل، وعلاقاتهم مع جيرانهم مقطوعة تماما.
وتبدأ القصة حين يرفع صاحب العقار قيمة الإيجار ويطالبهم بالدفع مقدما، فيحتج راشد ويلجأ لبقية المستأجرين ليتضامنوا معه، ويتم توكيل محامي يفشل في ضمان حقوقهم ويعاند صاحب العقار فينهي
عقودهم ويجدون أنفسهم مجبرين على إيجاد مكان آخر، وهنا تبدأ الأزمة الحقيقية بغلاء الإيجارات وجشع التجار.
تدور بقية أحداث المسلسل لترصد بشكل فكاهي وكوميدي تداعيات الأزمة المالية العالمية، خاصة عندما يقرر راشد الإقامة في قطعة أرض بعيدة وهنا تحدث مفارقات عديدة.

## البطولة
| الممثل(ة)           |  |
| ------------------- |  |
| عبد العزيز جاسم     |  |
| باسمة حمادة         |  |
| غازي حسين           |  |
| عبد الله عبد العزيز |  |
| هبة الدري           |  |
| أنور محمد           |  |
| ابتسام العطاوي      |  |
| وفاء مكي            |  |
| مونيا               |  |
| نجوى                |  |
| فاطمة الحوسني       |  |
| ريم عبد الرحمن      |  |
| إيمان محمد علي      |  |
| هلال محمد           |  |
| علي ميرزا           |  |
| سعد بخيت            |  |
| عبد الله بهمن       |  |
| اسراء الزعبي        |  |
| يوسف خليل           |  |
| محمد أنور           |  |
| حمدة صالح           |  |
| فاطمة الشروقي       |  |